# Iglesia de San Gil Abad (Burgos)
La iglesia de San Gil Abad es un templo gótico de la ciudad de Burgos en la provincia homónima, de la comunidad autónoma de Castilla y León, España. Su austero aspecto exterior, debido a que estuvo incluido en la muralla de la ciudad, no permite adivinar la belleza y riqueza de su interior, que reúne el más valioso conjunto gótico de la ciudad después del de la Catedral. La iglesia tiene acceso desde la calle de San Gil y se sitúa al lado de la Puerta del mismo nombre, cerca de la ladera oriental del cerro del Castillo.
Actualmente, está considerada como BIC (Bien de Interés Cultural) (fue declarada Monumento histórico-artístico perteneciente al Tesoro Artístico Nacional mediante decreto de 3 de junio de 1931).
En 2015, en la aprobación por la Unesco de la ampliación del Camino de Santiago en España a «Caminos de Santiago de Compostela: Camino francés y Caminos del Norte de España», España envió como documentación un «Inventario Retrospectivo - Elementos Asociados» (Retrospective Inventory - Associated Components) en el que en el n.º 1047 figura la iglesia de San Gil Abad.

## Historia

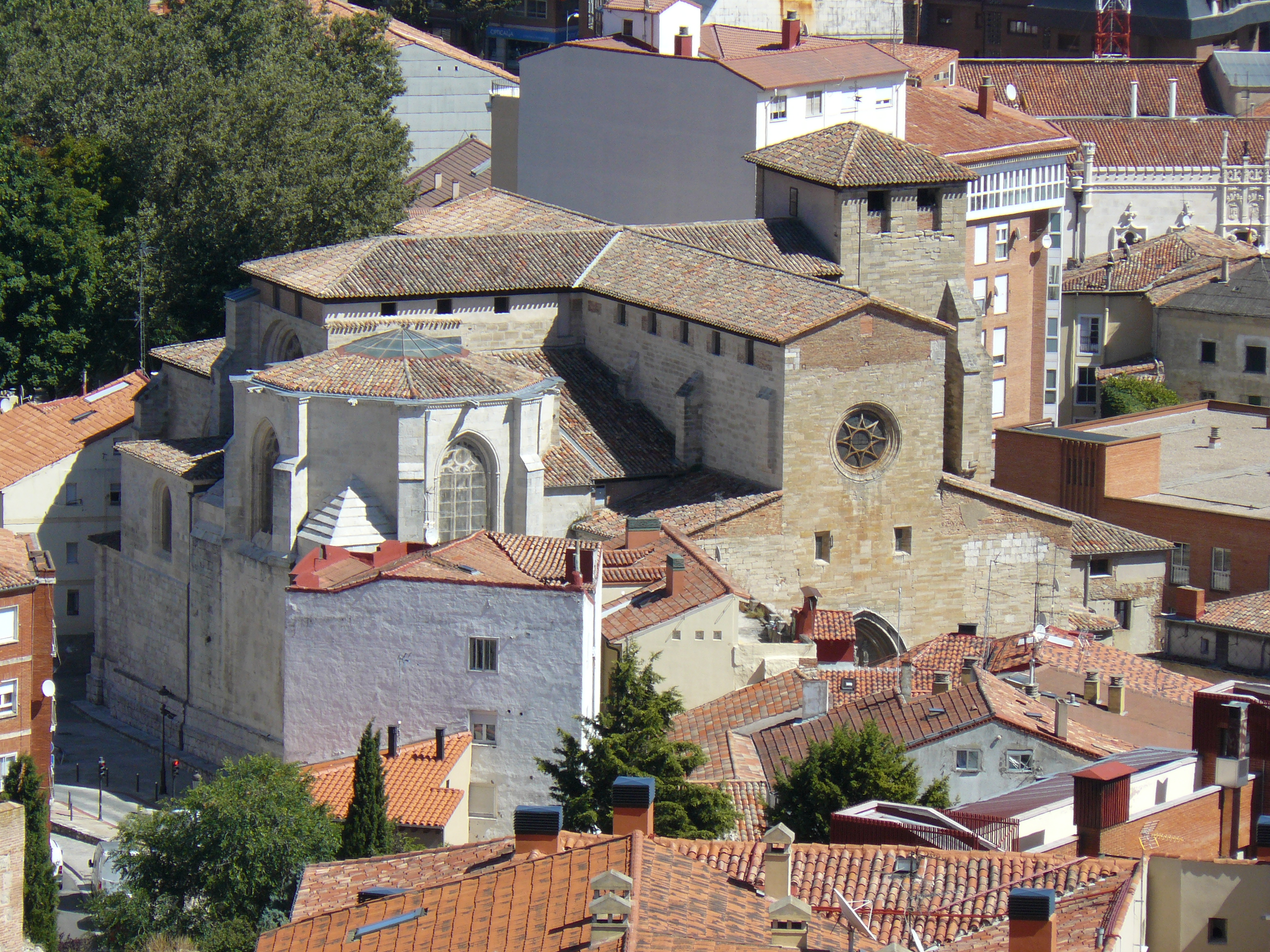
La iglesia elevándose sobre el caserío burgalés

Se cree que primero hubo aquí una ermita extramuros dedicada a San Bartolomé. Pero una bula pontificia de Alejandro III, en 1163, ya cita la iglesia de San Gil entre las once que pertenecían a la silla episcopal, y se recoge asimismo en un acta de la Universidad de 1388.
El edificio actual tal como se contempla en la actualidad data de finales del siglo XIV y suele vincularse su erección, a partir de 1399, a la generosidad de Don Pedro de Camargo y Don García de Burgos, que sería sancionada por el obispo Juan de Villacreces aquel año. No obstante, se trataría de reformas o transformaciones, ya que la morfología de sus elementos artísticos mueven a pensar que en realidad fue levantado entre finales del siglo XIII y principios del siglo XIV.
En los siglos XV y XVI, numerosos artistas se trasladaron a Burgos para trabajar en su catedral, debido a la pujanza económica de la ciudad. Estos artistas también dejaron su influencia en iglesias como la de San Gil, que sufre notables ampliaciones, siendo demolida la muralla para la construcción de una serie de ricas capillas laterales realizadas por encargo de los personajes notables de la ciudad. Así, en 1486 Don Diego de Soria y su mujer Doña Catalina Maluenda alargaron el presbiterio y reedificaron la Capilla Mayor, trabajo al que siguió la apertura de las capillas costeadas por varias ricas familias burgalesas. Toda esta información consta en el célebre trabajo histórico España Sagrada, obra del fraile agustino Enrique Flórez, publicada en 1772.
En el siglo XIX, el nuevo trazado de la carretera de Santander, la reforma de la calle Avellanos, así como de la plaza de la Audiencia, mejora la situación de la parroquia con relación al tejido urbano. Esta revitalización se pone de manifiesto en la adición, en 1834, de la escalinata de acceso a la fachada occidental, que dota a la misma de cierta monumentalidad.
La parroquia es la sede de la Real Hermandad de la Sangre del Cristo de Burgos y de Nuestra Señora de los Dolores.

## Descripción

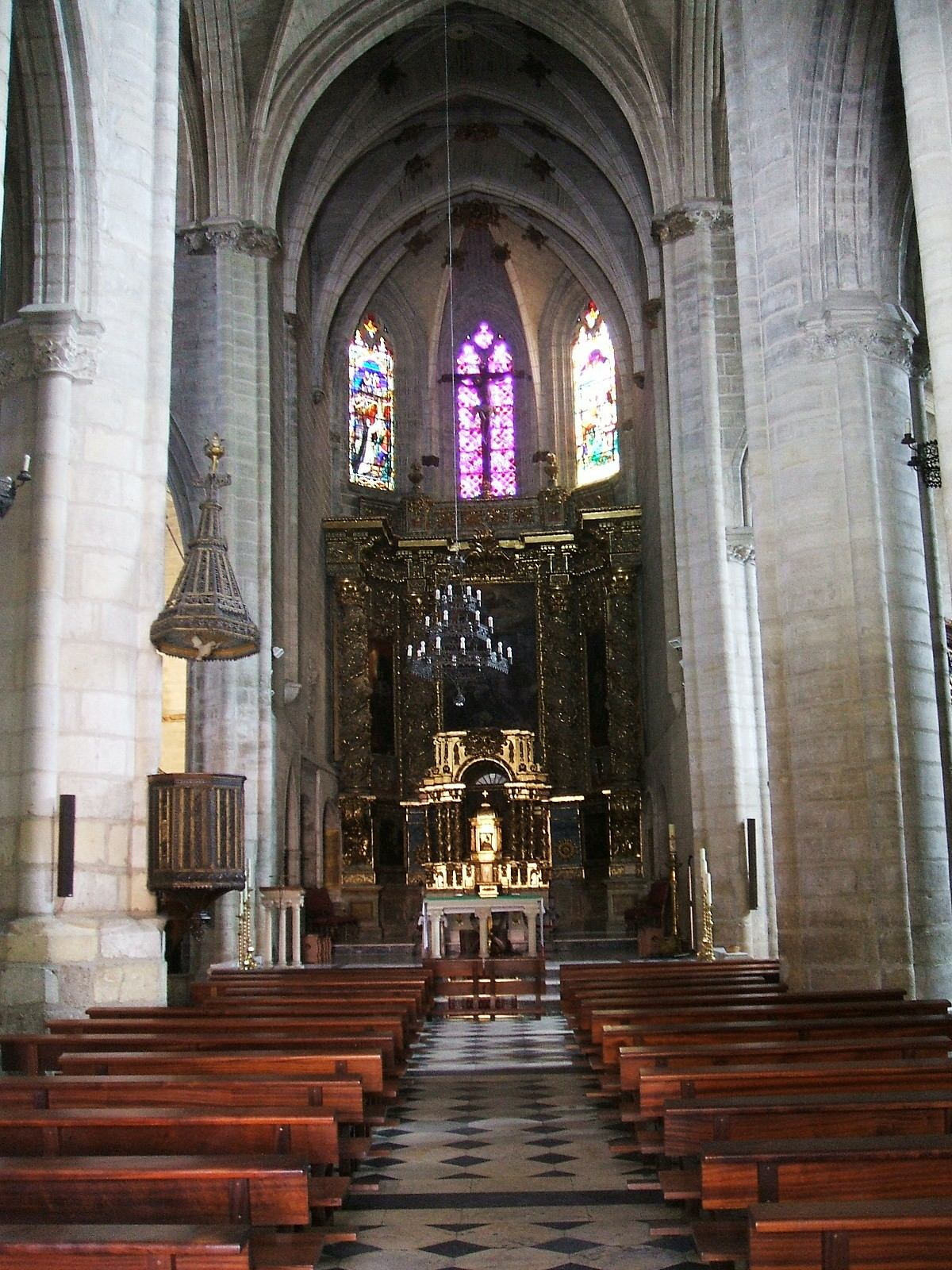
Cabecera de la iglesia

La fábrica es de planta de cruz latina, con tres naves de tres tramos, más transepto y profunda cabecera triple y cuadrada. La nave central y las naves laterales, de menor altura que la anterior, se espacian con seis pilares de núcleo cilíndrico y finas columnillas adosadas. El abovedamiento es sencillo, con algún tramo octopartito. En el primer tramo central de los pies se levanta un coro alto, sobre bóveda muy plana. La cabecera se cierra con ábside de tres paños.
En el sobrio hastial occidental se abren un rosetón con tracería curva formando una estrella de ocho puntas y una portada apuntada abocinada, cuyo dintel adopta la forma de un arco escarzano. En el tímpano, esculturas de la Virgen flanqueada por, probablemente, San Gil y otro santo no identificado. En el brazo meridional del transepto hay otra portada gótica que muestra la Epifanía en el tímpano sobre escenas de la Huida a Egipto.
A la iglesia inicial se le agregaron a lo largo del tiempo una serie de capillas:

### Capilla de Nuestra Señora de Lourdes
Adosada a la nave lateral izquierda o del Evangelio, junto a la puerta de acceso y de discretas dimensiones, es obra realizada en el siglo XVI. Primitivamente fue empleada como sacristía de la contigua Capilla de la Natividad. Toda ella está decorada con unas pinturas alusivas a la vida de la Virgen. Posee bóveda policromada. Actualmente está dedicada a la advocación de Nuestra Señora de Lourdes.

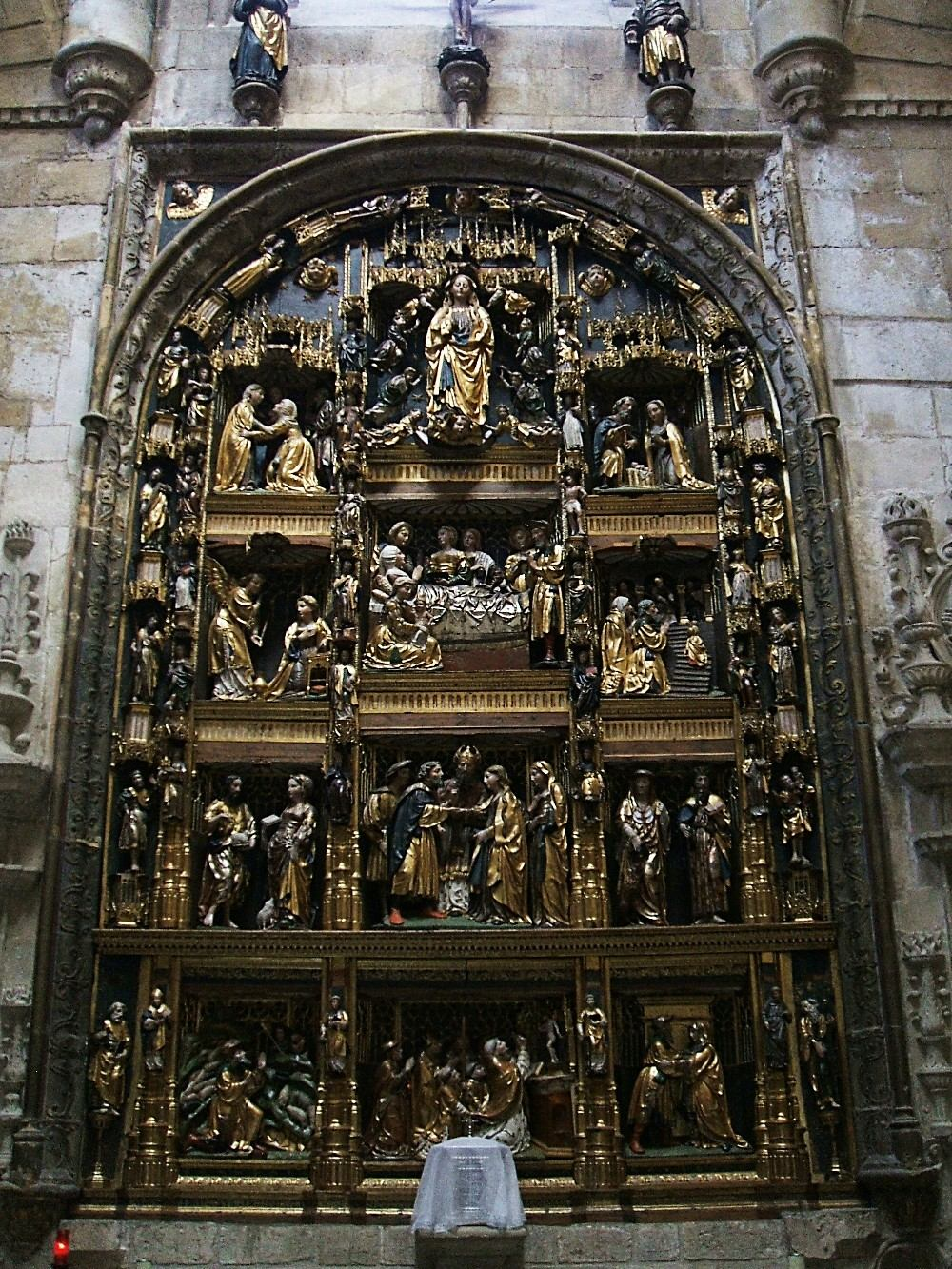
Retablo de la capilla de la Natividad

### Capilla de la Natividad de María
Obra quizás del maestro Juan de Matienzo, fue contratada en 1529 por Juan de Castro y su esposa Inés de Lerma. Su fábrica responde a la tipología de capillas funerarias inspiradas en el modelo catedralicio de los Condestables. Tras cruzar su elegante arco de entrada, volteado sobre dos bellas pilastras de estilo plateresco y obra de Juan de Vallejo, se pasa al interior, cubierto con bóveda octogonal estrellada, de plementería calada (abierta en 1980) en su claraboya circular central, y apoyada sobre pechinas con forma de concha.
El retablo, de traza plateresca y sabor tardogótico en la decoración, está dedicado a la Natividad de María y consta de doce escenas narrativas tratadas con gran minuciosidad; a sus flancos, dos sepulcros manieristas bajo arcosolio correspondientes a los fundadores, Juan de Castro e Inés de Lerma Polanco, fallecidos ambos en 1548, y a los padres de él, Juan García de Castro y Teresa de Múgica. A la derecha de la entrada a la capilla se sitúa el sepulcro del hijo de los fundadores, el canónigo Jerónimo de Castro, fallecido en 1573, primer patrono de la capilla, efigiado orante y acompañado por San Miguel y el Ángel Custodio. Es una obra asignada a Juan de Vallejo. Completan las obras contenidas en esta capilla, entre otros, una pila bautismal y dos cuadros con escenas de la vida de San Gil.
En la nave del Evangelio se suceden dos sepulcros adosados al muro. Uno, renacentista, corresponde a Alonso Pisquer y a su hijo Diego, en el que se representa la imposición de la casulla a San Ildefonso. Es obra de Francisco de Colonia. El que sigue es gótico, hecho en pizarra, y en él están yacentes Diego de Frías (+1490) y su esposa Marina García de Espinosa (+1516), cuyo frente tiene a los santos Pedro, Pablo y Santiago. Este sepulcro fue realizado por Simón de Colonia, padre del anterior.

### Capilla delSantísimo Cristo de las Santas Gotas
En el extremo septentrional del transepto se sitúa esta capilla, obra de Juan de Vallejo contratada en 1563 por el canónigo burgalés y arcediano de Palenzuela Pedro de Encinas, cuya advocación es la de capilla de la Cruz. El nombre actual de la capilla se debe a que desde el año 1836 alberga la imagen del Stmo. Cristo de Burgos, una talla medieval de gran devoción, facturada a finales del siglo XII o principios del siglo XIII. Dicha imagen era venerada en la capilla del Stmo. Cristo de Burgos del desaparecido convento de la Santísima Trinidad de Burgos, que fue demolido a comienzos del siglo XIX, durante la Desamortización de Mendizábal.
Según refiere la tradición, la imagen del Stmo. Cristo de Burgos fue donada al desaparecido convento de la Santísima Trinidad de Burgos por el fundador de la Orden Trinitaria, San Juan de Mata, a comienzos del siglo XIII, aunque ello ha sido desmentido por números historiadores.
La Capilla custodia asimismo cuadros referentes al milagro atribuido a la imagen: el derramamiento de 16 gotas de sangre, acaecido en 1366. La Real Hermandad de la Sangre de Cristo y Nuestra Señora de los Dolores procesiona una réplica de la imagen en Semana Santa y las Santas Gotas el día 3 de mayo. El retablo en que se encuentra es moderno, de 1899. Además del Ecce Homo que destaca sobre el arco, ilustran la arquitectura renacentista unos relieves con escenas de la Pasión y Muerte de Cristo.

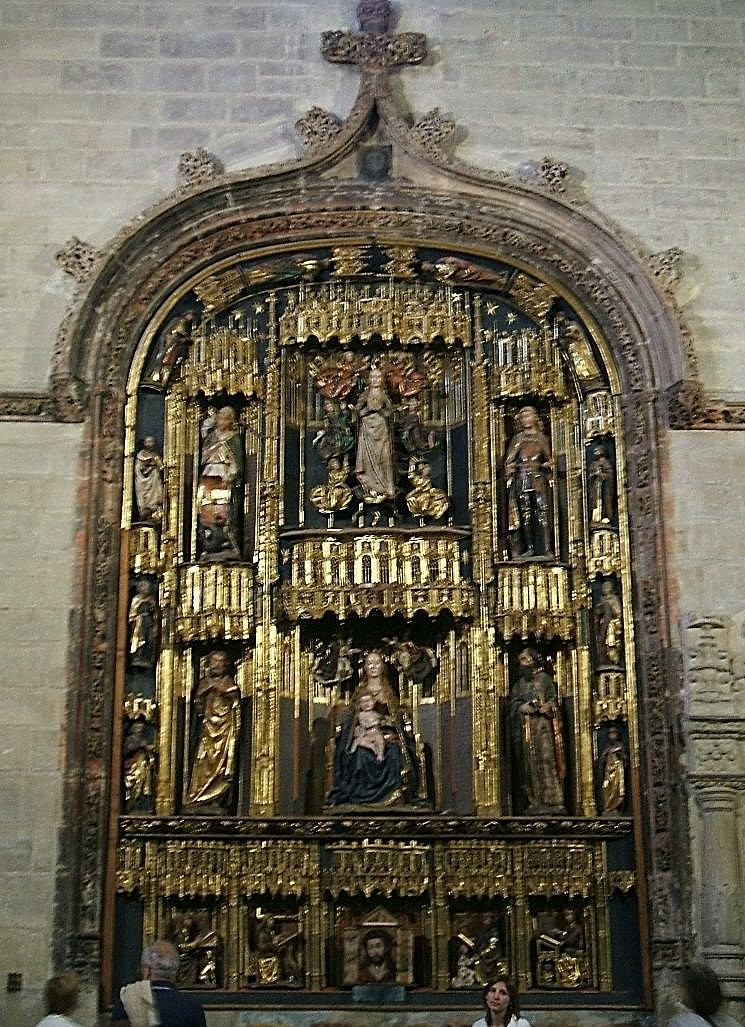
Retablo de la capilla de Nuestra Señora de la Buena Mañana

### Capilla de Nuestra Señora de la Buena Mañana o de San Gil
Ocupa los dos tramos de la nave izquierda de la cabecera y está cubierta por amplia bóveda de crucería estrellada con terceletes. Ampliada y reconstruida mediante la fusión de dos capillas anteriores a expensas de Garcí Martínez de Mazuelo y Alonso de Lerma Polanco, está presidida por un retablo de finales del siglo XV, atribuido a Gil de Siloé, en el que bajo calados doseles góticos se dispone una serie de imágenes que asocian la minuciosidad flamenca con el plasticismo germánico. Sobre un pequeño banco con los cuatro Evangelistas, destacan la Virgen de la Buena Mañana con el Niño y la Asunción, rodeadas por San Miguel, San Gabriel, San Pedro y San Pablo, así como otras tallas menores de apóstoles.
Una serie de enterramientos se adosan a los muros. A la izquierda, el tardogótico del siglo XV, con bulto yacente marmóreo, de Catalina de Medina. Le sigue otro ya renacentista del XVI, considerado obra de Juan de Vallejo, que corresponde a Lorenzo de Lerma Polanco y su esposa María de Sanvítores. El último es un sobrio sepulcro barroco de principios del siglo XVII perteneciente a Juan Martínez de Lerma Polanco, hijo del anterior. A la derecha del retablo está otro sepulcro renacentista, correspondiente a Juan de Mazuelo y su esposa Mari López de Castro. En el muro de la derecha, que limita con la Capilla Mayor, bajo un arco gótico yacen Catalina García y su marido Sancho García de Medina de Pomar. Se trata éste de un sepulcro de finales del siglo XIV.

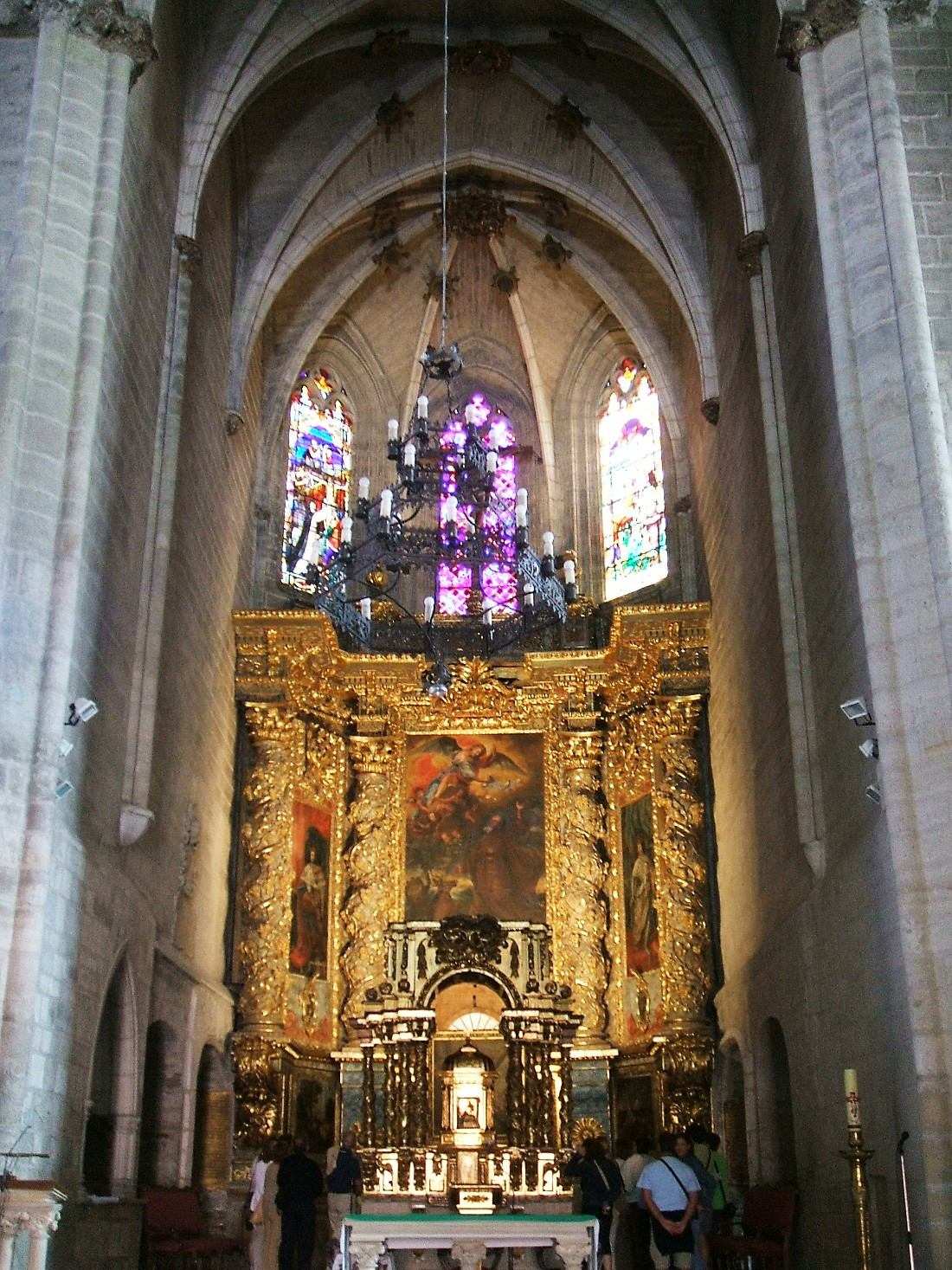
Retablo mayor

### Altar Mayor
Alargada en 1485, tiene baldaquino y retablo barrocos del siglo XVII, con fecha de fábrica 1740. La mazonería es estructurada por cuatro columnas salomónicas y en el centro destaca un gran lienzo de San Gil, obra del pintor Barranco, al que acompañan otros dos, estrechos, de los reyes San Fernando y San Luis, en cuyo remate hay una escultura del Crucificado, del siglo XVI. En el muro lateral del Evangelio se encuentra el sepulcro, realizado en 1493, de Leonor de Soria, hija de los fundadores de esta capilla, y su esposo Alfonso Pardo, cuyas efigies yacentes en bajorrelieve de pizarra descansan sobre cama con los blasones familiares. en el frente.

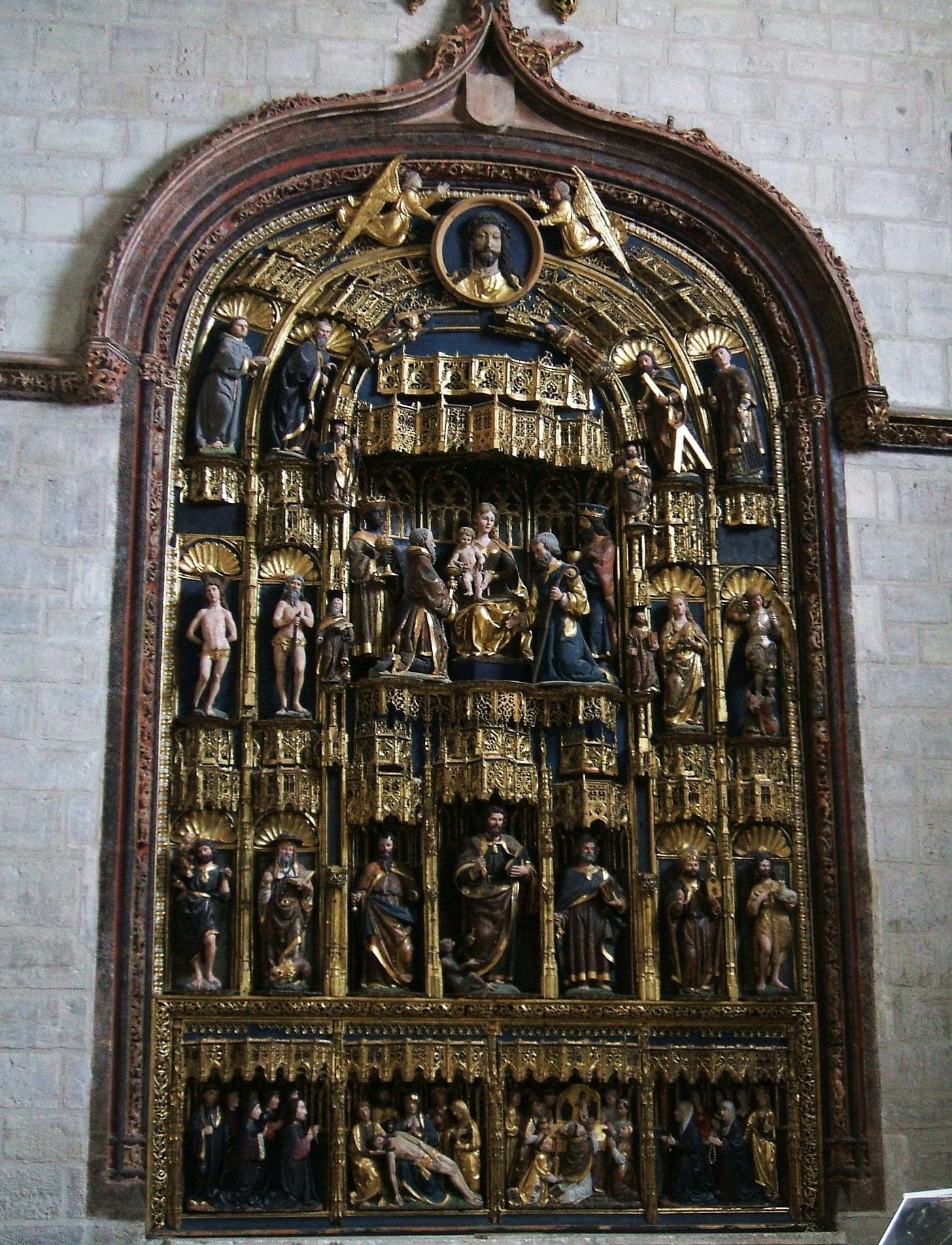
Retablo de la capilla de los Reyes

### Capilla de los Reyes Magos
La capilla meridional de la cabecera, ocupando dos tramos y cubriendo su espacio con bóvedas de crucería estrellada, fue hecha construir por Fernando de Castro y Juana García de Castro en 1489. Su retablo, probable obra de Gil de Siloé, es una minuciosa composición tardogótica presidida por la Adoración de los Reyes Magos, escena que rodean esculturas de santos. En el banco, el Planto ante Cristo Muerto y la Misa de San Gregorio, flanqueados por los patronos de la capilla efigiados orantes. En el centro del recinto está el sepulcro en pizarra de los patronos, ahora yacentes. En un arcosolio mural pueden observarse otros dos sepulcros con tres bultos yacentes, cuya identidad se desconoce. El mobiliario de la capilla se completa con dos notables esculturas de madera policromada, lienzos de la vida de San Gil, un Cristo atado a la columna, talla de principios del siglo XVII realizada por Sebastián Ducete, y un San Pedro Regalado en levitación, del XVIII.

### Capilla de la Dolorosa

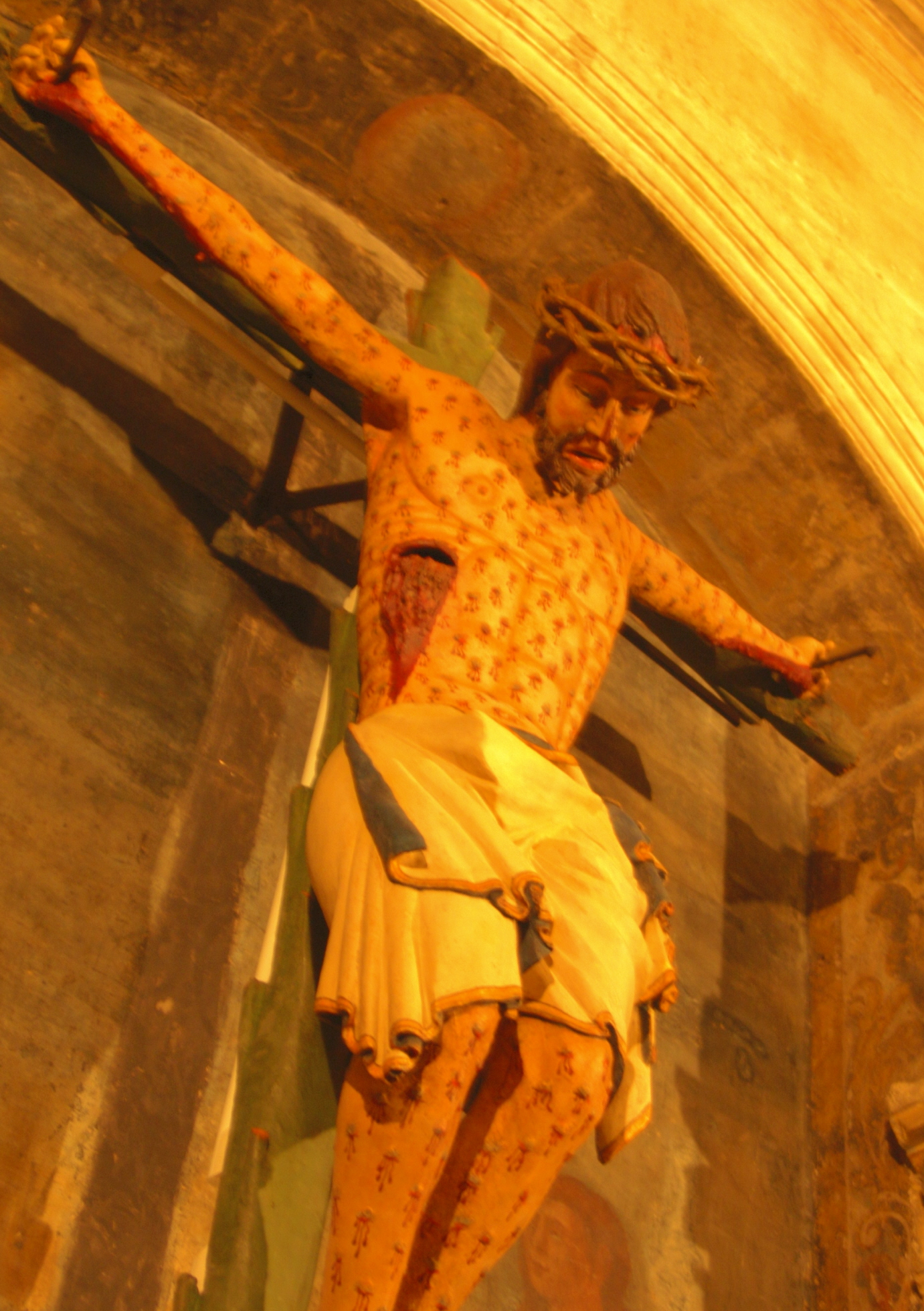
Cristo de Burgos

Se encuentra en el extremo meridional del transepto y acoge una imagen de Nuestra Señora de los Dolores del siglo XVII, atribuida a Gregorio Fernández y de gran importancia en la Semana Santa de Burgos por ser protagonista, junto con un Cristo con la cruz a cuestas de la iglesia de San Cosme y San Damián, de la procesión del Encuentro. Ya en la nave de la Epístola se sitúa el sepulcro gótico del licenciado Gonzalo Fernández de Torres, sobre la que se dispone un relieve del Planto ante Cristo muerto.

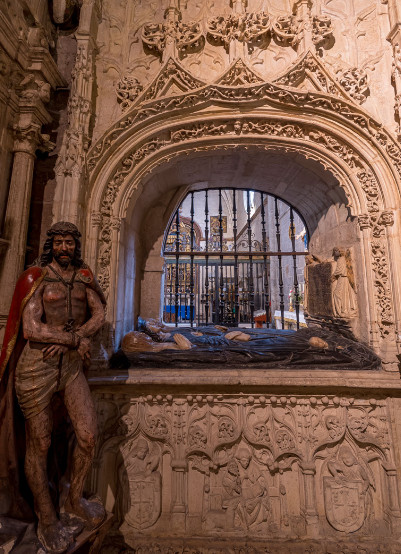
Sepulcro de Francisco Garcia de Burgos y Catalina Polanco

### Capilleja de los Burgos
En la nave de la Epístola se sitúa esta capilla funeraria de la familia Burgos, que hace las veces de pequeño museo parroquial, luego de haber servido durante muchos años como antesacristía. Su bóveda octopartita cobija dos enterramientos góticos gemelos y un tercero renacentista, obra de Juan de Vallejo. Uno de aquellos corresponde a los fundadores de la capilla, Juan García de Burgos, que fuera escribano de cámara del rey Juan II de Castilla, y su esposa Constanza García, muertos ambos en 1479. Semejante es el del escribano de la Casa de la Moneda Francisco García de Burgos, fallecido en 1511, y sus dos esposas Isabel de Cerezo y Catalina Polanco. Este doble arcosolio tiene sendos arcos carpaneles trasdosados por arco conopial y limitados por pináculos, que cobijan las efigies yacentes de los difuntos en pizarra. El sepulcro renacentista pertenece a Francisco de Amusco (+1521), su esposa Catalina de Polanco y su hija María de Amusco Polanco. En esta capilla pueden contemplarse además dos bellas tablas votivas con los retragos de Juan y Constanza García, un San Jerónimo firmado por Francisco Pourbus (siglo XVI) y una Piedad de Adrián Isenbrandt (siglo XVI).
Por último, hay que destacar el púlpito, gótico del siglo XV, hecho en hierro forjado.

## Torre-campanario
Esta iglesia del centro de burgos posee una torre campanario unida al brazo derecho de la iglesia.

### Acceso
Primero se suben unas escalera de piedra rectas unos pocos segundos, después unas escaleras de cracol. Tras estas últimas hay que atravesar un pequeño hueco de medio metro de alto y ancho, y se sigue subiendo hasta llegar a las bóvedas (estas escaleras que he mencionado todo el rato se encuentran en el brazo izquierdo de la iglesia). Y solamente hay que moverse encima de las bóvedas hasta llegar a unas escaleras de madera que tras subirlas se llega a la sala de campanas.

### Campanas
Posee un conjunto de 4 campanas, siendo ellas 2 esquilones de volteo y 2 campanas de estilo romana fijas con sus yugos tradicionales.
|                                | FOTOGRAFÍA                 | LOCALIZACIÓN      | FUNDIDOR          | ANO DE FUNDICIÓN | TIPO DE TOQUE | YUGO          |
| ------------------------------ | -------------------------- | ----------------- | ----------------- | ---------------- | ------------- | ------------- |
| Sexto Centenario (1)           |                            | Sala de campanas  | Campanas Quintana | 1999             | Volteos       | Madera simple |
| Sagrada Familia (2)            |                            | Sala de campanas. |                   | 1768             | Volteos       | Madera simple |
| Santísimo Cristo de Burgos (3) | Santísimo Cristo de Burgos | Sala de campanas  | Ortiz e hijos     | 1929             | Repiques      | Viga          |
| San Ignacio (4)                | San Ignacio                | Sala de campanas  |                   | 1839             | Repiques      | Viga          |

## Galería de imágenes

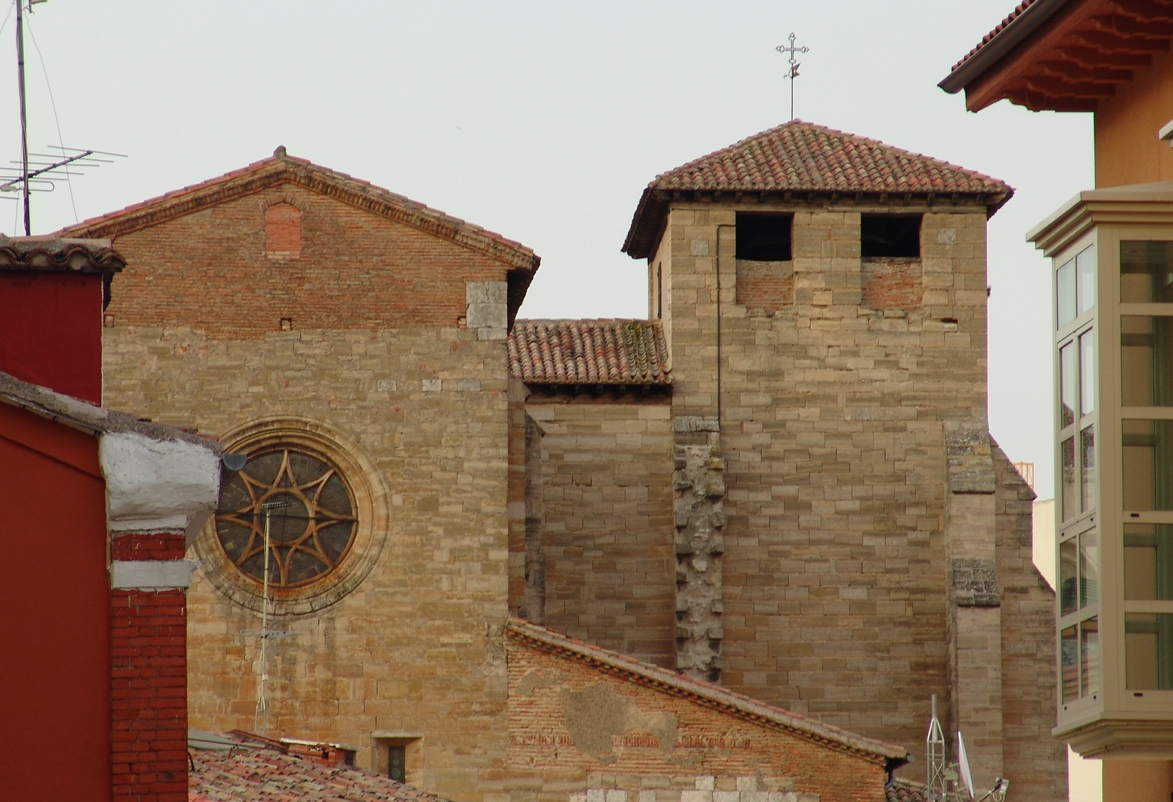
Vista desde la calle Hospital de Ciegos
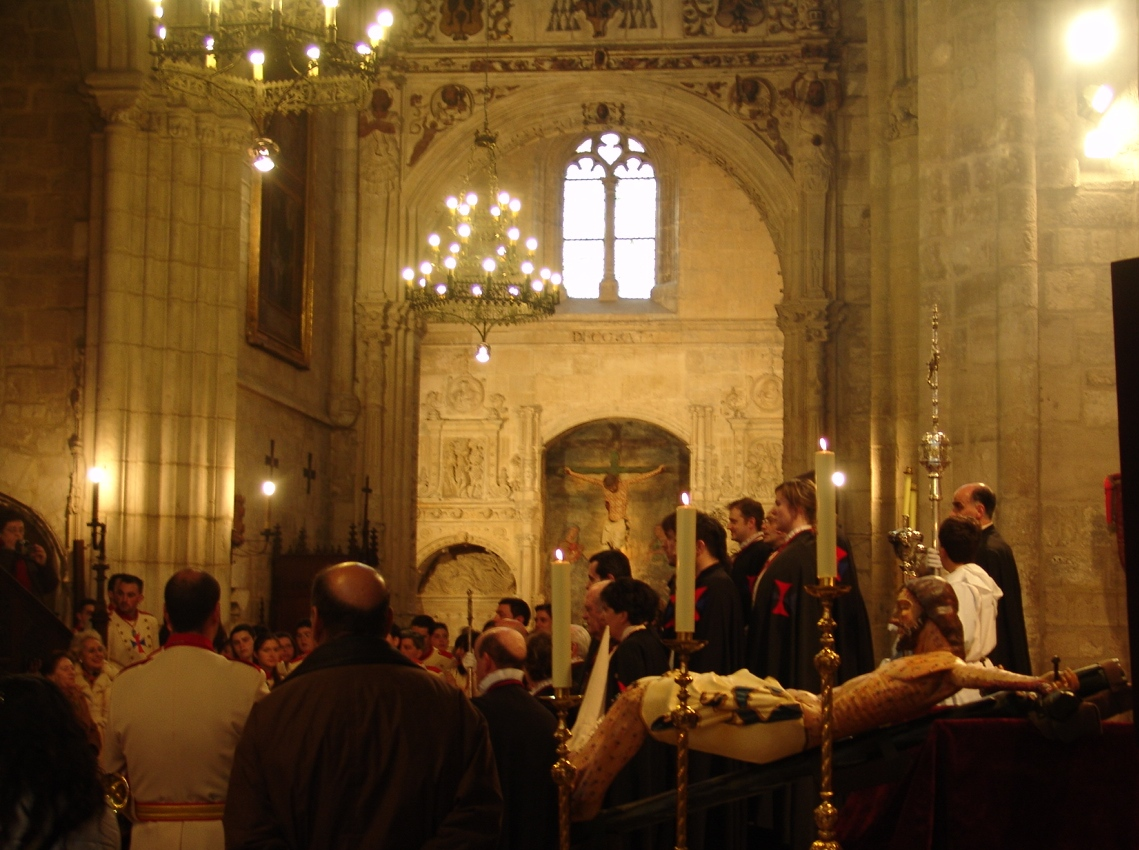
Inicio procesión con la réplica del Cristo de Burgos, Semana Santa 2007
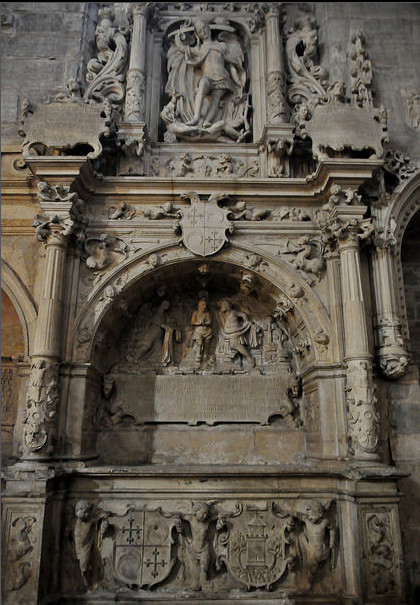
Sepulcro de Lorenzo de Lerma Polanco
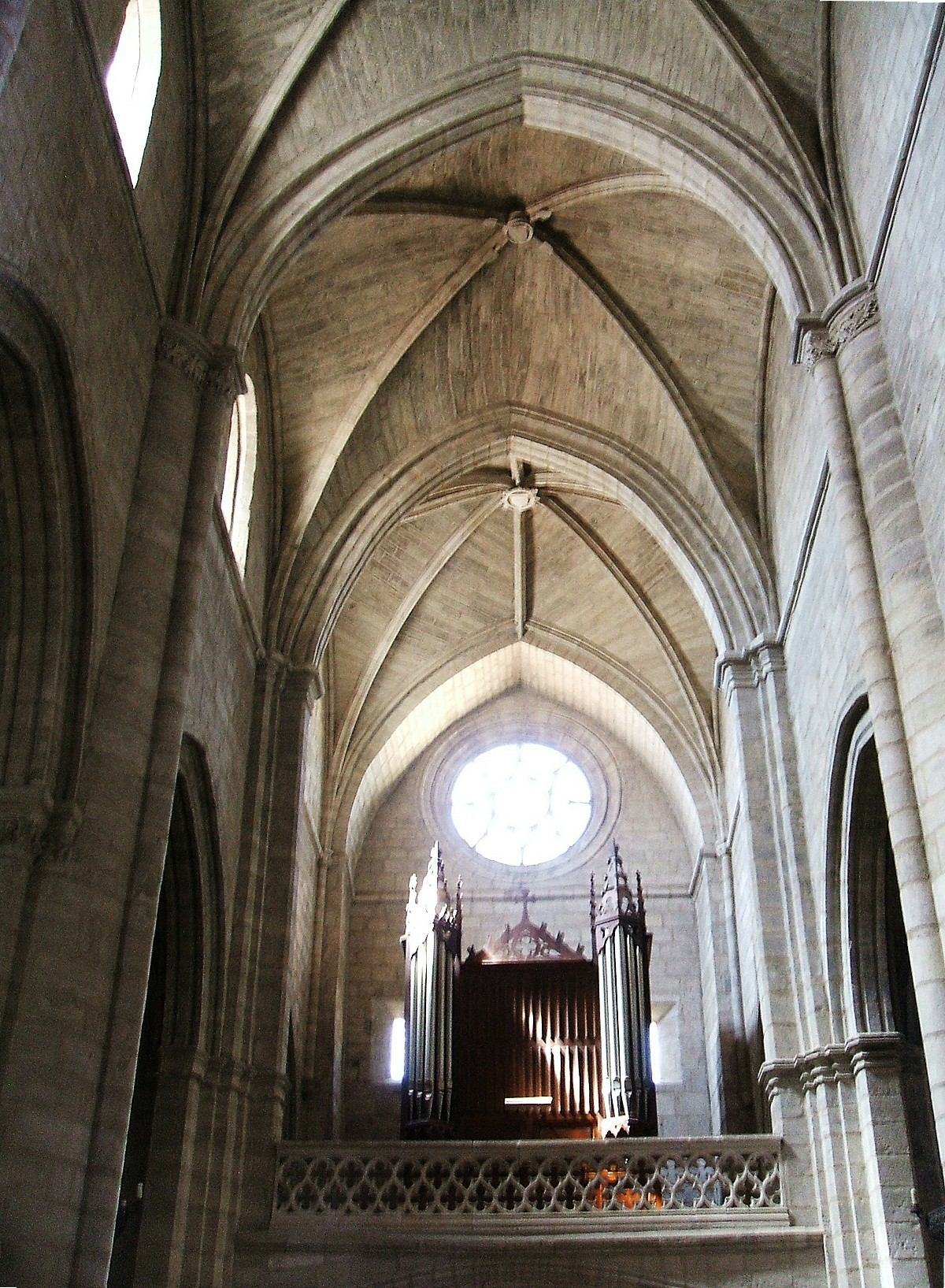
Aspecto del pie, coro y rosetón
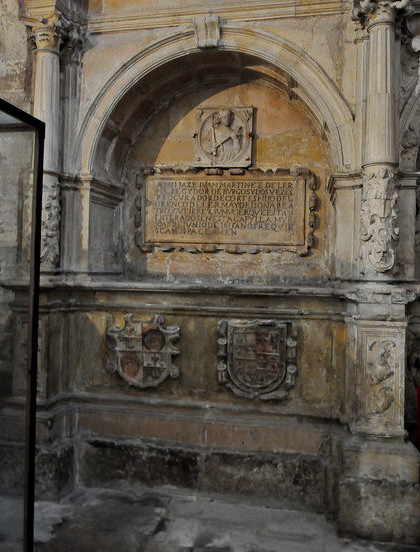
Sepulcro de Juan Martinez de Lerma Gutierrez, hijo de Lorenzo de Lerma Polanco
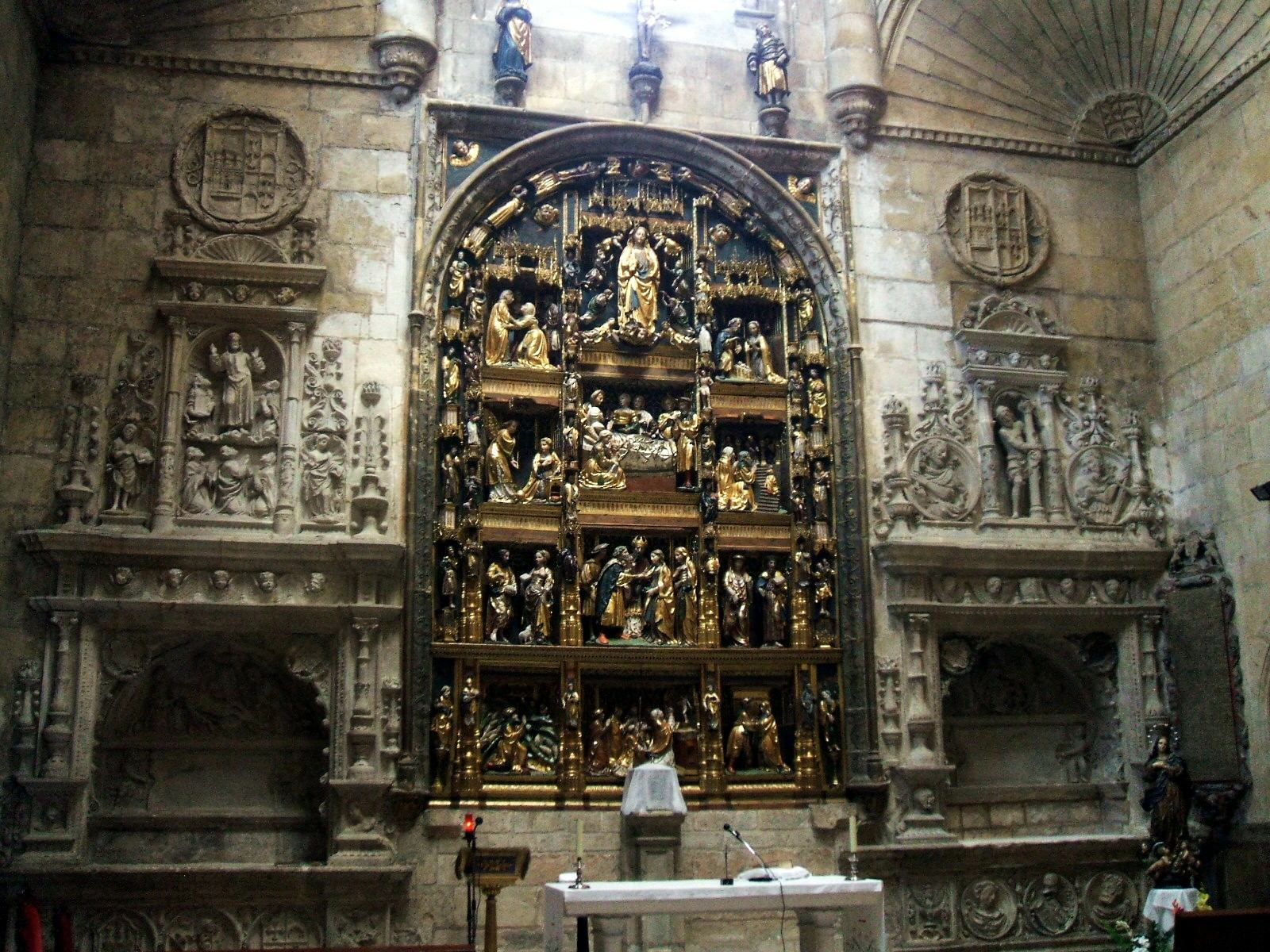
Capilla de la Natividad
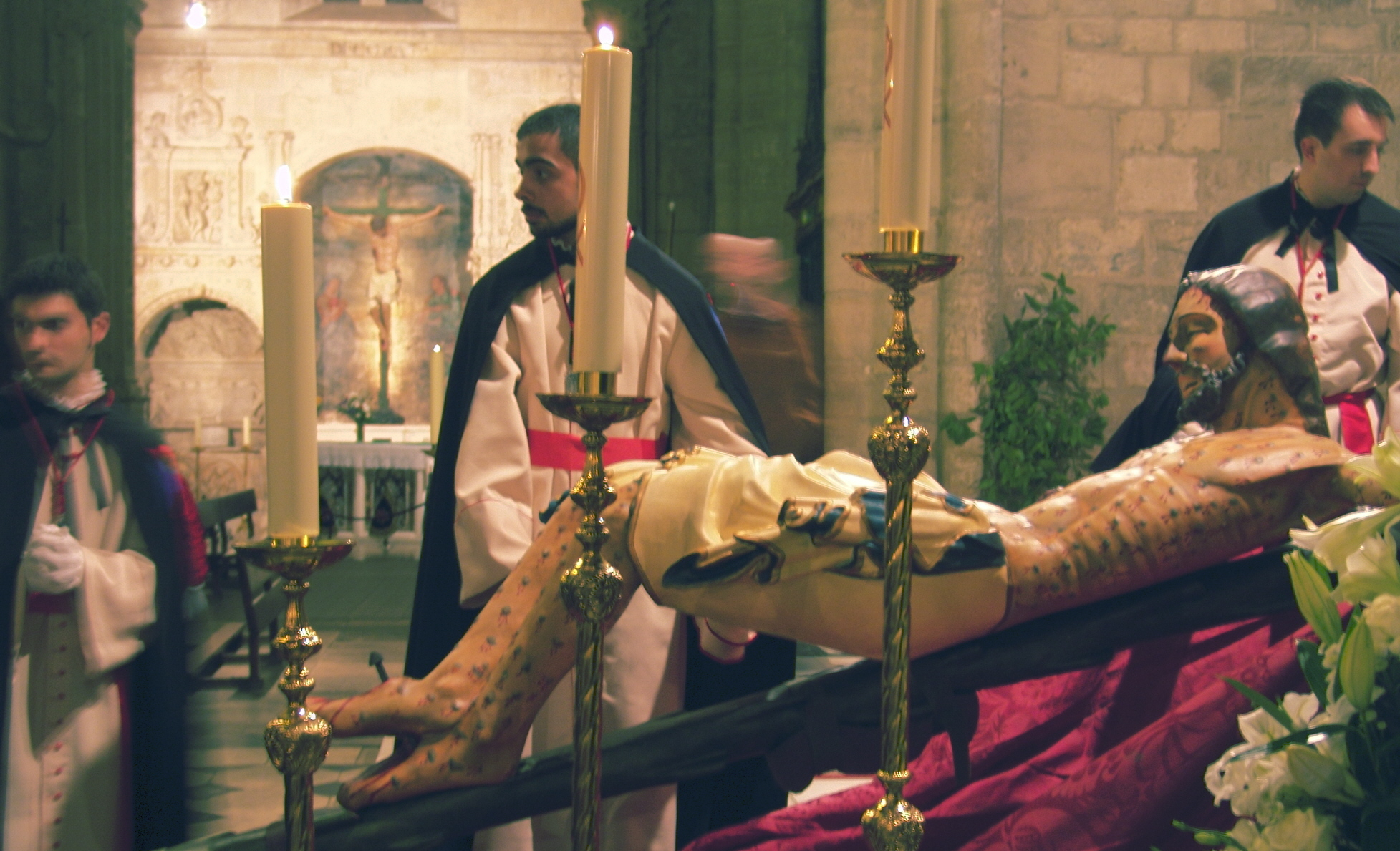
Réplica del Cristo de Burgos